# Бенатар, Дэвид
Дэвид Бенатар (англ. David Benatar; род. 8 декабря 1966) — южноафриканский философ

 и писатель, профессор Кейптаунского университета. Получил наибольшую известность как автор книги «Лучше было бы не родиться: о вреде появления на свет», в которой он с позиций антинатализма утверждает, что рождение — это большой вред, нанесённый каждому чувствующему существу (в частности, каждому существующему человеку), и, как следствие, начало бытия чувствующих существ сопряжено с множеством моральных проблем.

## Асимметрия Бенатара
Дэвид Бенатар считает, что поскольку причинение вреда есть этически неправильный акт и, следовательно, его надо избегать, то должен быть этический императив против начала новых жизней, так как рождение нового существа (любого ощущающего вида) всегда влечёт за собой нанесение значительного вреда этому же существу. По мнению Бенатара, всякое вновь создаваемое существо ощущающего вида заранее обречено на страдания, даже если условия его жизни будут непрерывно улучшаться. Один из его аргументов, называемый «Бенатарова Асимметрия», входит в число известных асимметрий, относящихся к демографической этике, и основан на следующих предпосылках:
- Наличие страданий — зло.
- Наличие удовольствий — благо.
- Отсутствие страданий — благо, даже если это благо не испытывается кем бы то ни было.
- Отсутствие удовольствий не есть зло, если не существует того, для кого данное отсутствие удовольствий является потерей.
- Бытие индивидуума (существование) обязательно включает в себя как страдания, так и удовольствия. В то же время, отсутствие бытия (несуществование) не приводит ни к каким негативным последствиям и позволяет избежать всех страданий. Несуществующий субъект не испытывает удовольствий, однако у несуществующего субъекта также отсутствует и потребность в удовольствиях, и он не ощущает их отсутствия.

С точки зрения профессора Бенатара, наличие удовольствий у существующего субъекта не лучше, чем отсутствие удовольствий у несуществующего субъекта; абсолютно любого страдания достаточно, чтобы признать вред появления на свет.
| Сценарий А (X существует)         | Сценарий Б (X никогда не существовал)  |
| --------------------------------- | -------------------------------------- |
| (1) Наличие страданий (Плохо)     | (3) Отсутствие страданий (Хорошо)      |
| (2) Наличие удовольствий (Хорошо) | (4) Отсутствие удовольствий (Не плохо) |

## Личная жизнь
Дэвид Бенатар — веган и принимал участие в дебатах о веганстве. Он утверждал, что «люди несут ответственность за страдания и смерть миллиардов других людей и животных. Если бы этот уровень разрушения был вызван другим видом, мы бы быстро рекомендовали, чтобы новые члены этого вида не появлялись на свет». Он также утверждал, что вспышки зоонозных заболеваний (в том числе, пандемии COVID-19) часто являются результатом того, как люди плохо обращаются с животными.
Бенатар — атеист. У него нет детей.

## Критика
Книга «Второй сексизм» Дэвида Бенатара была подвергнута критике писательницей Сюзанной Мур. С её точки зрения, Бенатар попытался выставить мужчин, а не женщин, жертвами дискриминации, обвинить феминизм в том, что тот зашёл «слишком далеко».
Бенатар ответил на эту критику, что не утверждает в своей книге, что большая часть дискриминации мужчин связана с феминизмом, а напротив, указывает, что она появилась задолго до феминизма. Кроме того, он указал, что не говорит о том, что женщины не сталкиваются с сексизмом.

### Автор
- Benatar, David (2001). Ethics for Everyday. McGraw-Hill. ISBN 978-0-07-240889-8.
- Benatar, David (2006). Better Never to Have Been: The Harm of Coming into Existence. Clarendon Press. ISBN 978-0-19-929642-2.
- Benatar, David (2012). The Second Sexism: Discrimination Against Men and Boys. John Wiley & Sons. ISBN 978-0-470-67451-2.
- Benatar, David; Wasserman, David (2015). Debating Procreation: Is It Wrong to Reproduce?. Oxford University Press. ISBN 978-0-19-027311-8.
- Archard, David; Benatar, David (2016). Procreation and Parenthood: The Ethics of Bearing and Rearing Children. Oxford University Press. ISBN 978-0-19-874815-1.
- Benatar, David (2017). The Human Predicament: A Candid Guide to Life’s Biggest Questions. Oxford University Press. ISBN 9780190633813.

#### Переводы на русский язык
- Бенатар Д. Лучше никогда не быть / пер. с англ. П. Лихачевой. — 2018. — 209 с.

### Редактор
- Benatar, David, ed. (2006). Cutting to the core: exploring the ethics of contested surgeries. Rowman & Littlefield. ISBN 978-0-7425-5001-8.
- Ethics for Everyday. New York: McGraw-Hill, 2002.
- Life, Death & Meaning : Key Philosophical Readings on the Big Questions (2004)